# Tepa (Opa)
Tepa ist eine osttimoresische Aldeia im Suco Opa (Verwaltungsamt Lolotoe, Gemeinde Bobonaro). 2015 lebten in der Aldeia 242 Menschen.

## Geographie
Tepa liegt im Norden des Sucos Opa. Südwestlich befindet sich die Aldeia Raimea. Im Westen grenzt Tape an den Suco Deudet, im Süden an den Suco Lupal, im Osten an den Suco Guda und im Norden an den Suco Leber. Die Nordgrenze zu Leber bildet der Pa, ein Nebenfluss des Loumea.
Im Südwesten liegt der Berg Tulo (1285 m). Sein Gebirgszug führt in den Süden von Tepa hinein und bildet die Gipfel des Lolo Penel (1261 m) und des Tefawa (1275 m). Nördlich der Berge verläuft durch das Zentrum eine Straße, an der die Orte Tepa (Tepu), Holak (Hollac, Raimea), Tesigele und Gulumugun liegen.  Die Region ist von Hochlandwäldern geprägt.
Im Ort Tepa befindet sich eine Grundschule.